# Matrimonio putativo
Il matrimonio putativo è un matrimonio che produce gli effetti del matrimonio valido fino alla pronunzia della sentenza di nullità. Tale istituto nasce come eccezione alla retroattività della sentenza di nullità del matrimonio, prendendo coscienza del fatto che tale retroattività non può investire tutti gli effetti del matrimonio (ad esempio la prole).

## Storia
La figura del matrimonio putativo nasce nell'ambito del diritto canonico con la finalità di tutelare i figli nati a seguito di un matrimonio nullo.
La condizione di nullità non vale, ovviamente, per la prole. Per la prole, infatti, continua a sussistere la condizione di validità, con tutte le responsabilità che ne conseguono, in capo ai genitori.

## Nel diritto canonico
Tale istituto è previsto nel diritto canonico quando il matrimonio nullo è celebrato in buona fede da almeno una delle parti. Il canone 1137 riconosce i figli nati in costanza di un matrimonio putativo, come legittimi.

## Nell'ordinamento italiano
Nell'ordinamento italiano, tale istituto è regolato dall'art. 128, 129 e 129 bis del Codice Civile. Si parla di esso quando vi è una sentenza di annullamento del matrimonio, che ha effetto retroattivo. In caso di annullamento, pertanto, i coniugi riacquistano ex tunc il loro stato di libertà. La legge, però, non può ignorare il fatto che il matrimonio abbia creato di fatto una comunità familiare, né può disinteressarsi della posizione giuridica dei figli nati dall'unione invalida. È per questo che essa considera valido il matrimonio in taluni casi per i quali si parla, appunto, di matrimonio putativo, cioè di matrimonio che i coniugi reputavano valido.

### Effetti del matrimonio putativo
- Se i coniugi hanno contratto il matrimonio in buona fede, o il loro consenso è stato estorto con violenza o determinato da timore di eccezionale gravità derivante da cause esterne agli sposi, l'annullamento opera soltanto ex nunc, per cui sono fatti salvi tutti gli effetti nel frattempo prodottisi, anche rispetto ai figli nati o concepiti durante il matrimonio nonché quelli nati prima del matrimonio e riconosciuti anteriormente alla sentenza che ha dichiarato l'invalidità. Se le condizioni suddette si verificano nei confronti di uno solo dei coniugi, gli effetti valgono soltanto in favore di lui e dei figli. La buona fede consiste nell'ignoranza da parte dei coniugi, o di uno di essi, della causa di invalidità del matrimonio. Essa si presume ed è sufficiente che esista al momento della celebrazione del matrimonio.
- Se i coniugi, invece, hanno contratto il matrimonio in malafede, questo ha gli effetti del matrimonio valido rispetto ai figli nati o concepiti durante lo stesso, salvo che la nullità dipenda da incesto. In caso di bigamia o incesto i figli hanno lo stato di figli naturali riconosciuti, nei casi in cui il riconoscimento è consentito.